# Buchberg (Fritztaler Berge)
Buchberg är ett berg i Österrike.   Det ligger i distriktet Sankt Johann im Pongau och förbundslandet Salzburg, i den centrala delen av landet, 250 km väster om huvudstaden Wien. Toppen på Buchberg är 1 140 meter över havet, eller 22 meter över den omgivande terrängen. Bredden vid basen är 0,86 km.
Terrängen runt Buchberg är bergig åt nordväst, men åt sydost är den kuperad. Närmaste större samhälle är Bischofshofen, 2,4 km väster om Buchberg. 
I omgivningarna runt Buchberg växer i huvudsak blandskog. Runt Buchberg är det ganska glesbefolkat, med 45 invånare per kvadratkilometer.